# France aux Jeux mondiaux
Cet article contient des informations sur la participation et les résultats de la France aux Jeux mondiaux.
La France a participé à tous les Jeux mondiaux depuis la première édition de 1981.

## Bilan général

### Par année
| Edition | Année | Ville       | Pays        |    |    |    | Total | Rang |
| 1e      | 1981  | Santa Clara | États-Unis  | 7  | 6  | 6  | 19    | 4e   |
| 2e      | 1985  | Londres     | Angleterre  | 7  | 11 | 13 | 31    | 7e   |
| 3e      | 1989  | Karlsruhe   | Allemagne   | 7  | 6  | 6  | 19    | 6e   |
| 4e      | 1993  | La Haye     | Pays-Bas    | 12 | 10 | 15 | 37    | 3e   |
| 5e      | 1997  | Lahti       | Finlande    | 5  | 12 | 7  | 24    | 10e  |
| 6e      | 2001  | Akita       | Japon       | 10 | 6  | 6  | 22    | 4e   |
| 7e      | 2005  | Duisbourg   | Allemagne   | 12 | 12 | 11 | 35    | 4e   |
| 8e      | 2009  | Kaohsiung   | Taïwan      | 11 | 14 | 13 | 38    | 5e   |
| 9e      | 2013  | Cali        | Colombie    | 16 | 11 | 13 | 40    | 3e   |
| 10e     | 2017  | Wrocław     | Pologne     | 14 | 14 | 15 | 43    | 4e   |
| 11e     | 2022  | Birmingham  | Royaume-Uni | 11 | 15 | 16 | 42    | 5e   |
| 12e     | 2025  | Chengdu     | Chine       | 11 | 11 | 16 | 38    | 5e   |